# Someone like You
A Someone like You Adele angol énekes-dalszerző dala a 21 című második stúdióalbumáról (2011), melyet Dan Wilsonnal közösen írt és készített el. Ez az album záródala és második kislemeze egyben. A dal egy zátonyra futott párkapcsolatot mutat be, dalszövege arról szól, hogy Adele hogyan dolgozza fel ezt a helyzetet. Az XL Recordings az Egyesült Királyságban 2011. január 24-én (az album megjelenésének napján), az Egyesült Államokban 2011. augusztus 9-én az album második kislemezeként adta ki a dalt. Adele-t a dalban csak egy zongora kíséri, melyen Wilson játszik.
A Someone like You átfogó kritikai elismerést kapott, a kritikusok a 21 egyik csúcspontjának választották, és dicsérték a dalszöveget, az egyszerű hangzást és Adele énekesi teljesítményét. A dal világsiker lett, tizenkilenc országban vezette a slágerlistákat, és számos más régióban is bekerült a Top 10-be. Miután Adele előadta a dalt a 31. Brit Awards-díjátadón Adele első listavezető kislemeze lett az Egyesült Királyságban, és öt hétig maradt a lista élén, végül az év legkelendőbb kislemeze lett az országban. A Someone like You lett Adele második listavezető dala az Egyesült Államokban is, és ezzel ő lett az első brit női szólóelőadó a Billboard Hot 100 történetében, akinek két első helyezett dala volt ugyanarról az albumról. 2011 júliusában az évtized első olyan kislemeze lett, amely egymillió példányban kelt el az Egyesült Királyságban, és a Brit Hanglemezgyártók Szövetsége (BPI) és az Amerikai Hanglemezgyártók Szövetsége (RIAA) egyaránt hatszoros platina minősítést adott neki. A Someone like You 2023-ig bezárólag minden idők harmadik legtöbbet letöltött kislemeze az Egyesült Királyságban, és a 21. század negyedik legkelendőbb kislemeze.
A dalhoz készült videóklipet Jake Nava rendezte és Franciaország fővárosában, Párizsban forgatták le. A videóban Adele egyedül sétál az utcákon, szomorú arckifejezéssel. A kritikusok dicsérték a videót, mert egyszerű és tökéletes a dal hangzásához. Adele több díjátadó rendezvényen és televíziós showműsorban is előadta a dalt, többek között a 31. Brit Awards-on, a 2011-es MTV Video Music Awards-on, a Jimmy Kimmel Live! és az Ellen DeGeneres Show-ban, valamint az ABC A Grace klinika című sorozatában is elhangzott. A Someone Like You-t felvette második turnéja, az Adele Live setlistjére. A dal élő előadásait a zenekritikusok és a rajongók nagyra értékelték. A dalt számos előadó feldolgozta, köztük a Glee – Sztárok leszünk! című sorozat szereplői is.
Az Official Charts Company 60. évfordulójának alkalmából kiadtak egy közönség által összeállított listát, melyen a Someone like You a harmadik legkedveltebb listavezető dalként szerepel az Egyesült Királyságban Michael Jackson Billie Jean és a Queen Bohemian Rhapsody című dalai után. A Someone like You a 36. legjobban fogyó kislemez a brit kislemezlista történetében. A Someone like You számos év végi listán szerepelt a 2011-es év legjobb dalai között. 2012-ben, az 54. Grammy-díjátadón az újonnan bevezetett A legjobb szóló popénekes teljesítményért járó Grammy-díj első díjazottja volt. A dalt a 32. Brit Awards-díjátadón Az év brit kislemeze díjra is jelölték.

## Dalszerzés és inspiráció

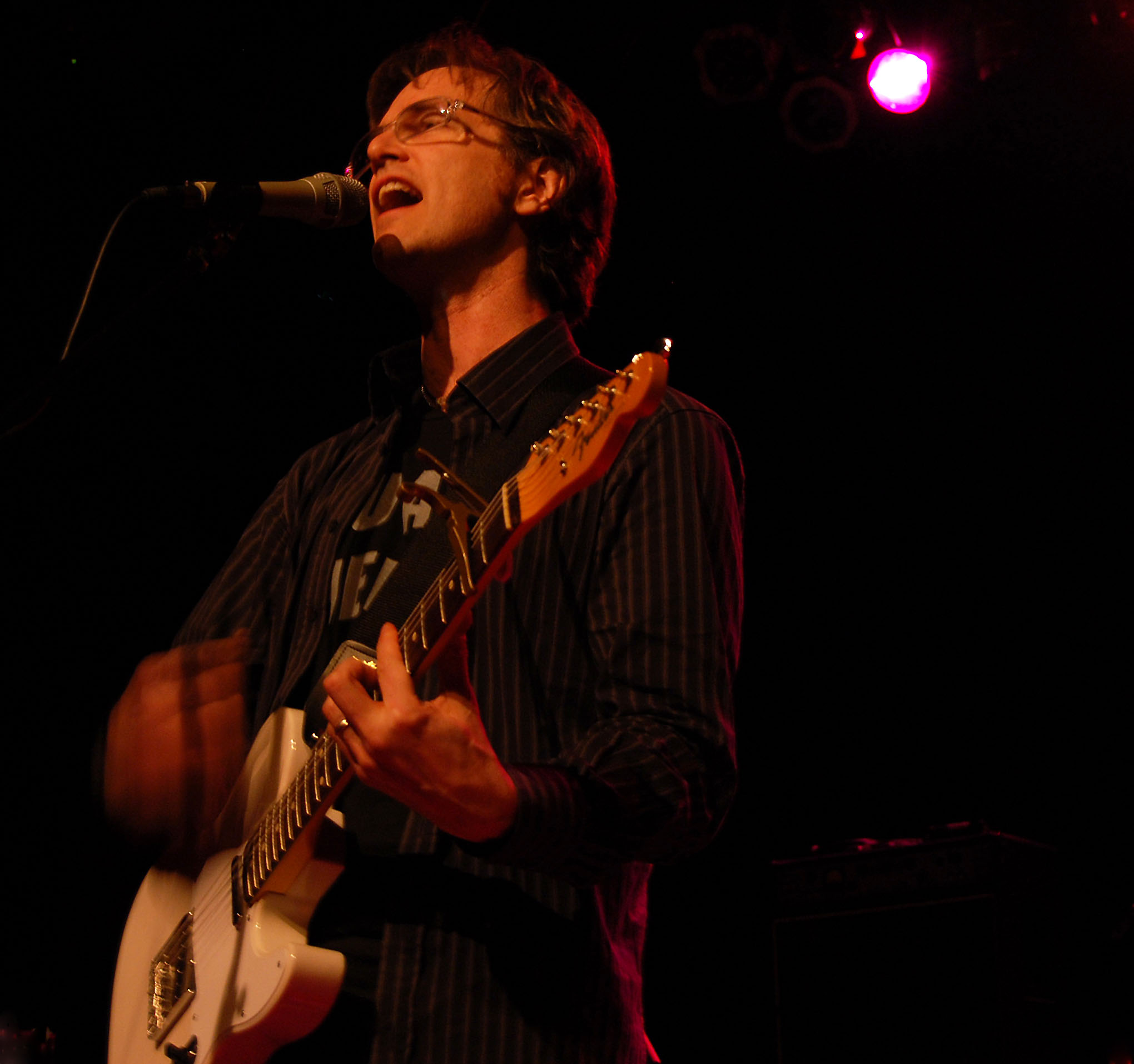
Dan Wilson (a képen) amerikai dalszerző és producer Adele-lel közösen írta a dalt.

A Someone like You egy fiúról szól, aki szakított Adele-lel. A dalt Dan Wilson amerikai dalszerzővel és producerrel írta. Ez volt az egyik utolsó dal, amit a 21 albumra írtak. A szám, amely megtestesíti a 21 lírai tartalmát, összefoglalja azt az időközben megszűnt kapcsolatot, amelyről a lemez szól. Adele nyíltan beszélt a dal keletkezéséről, mondván: „Nos, azért írtam ezt a dalt, mert elegem volt abból, hogy ilyen szemét voltam, a Rolling in the Deep vagy a Rumour Has It dalokban ... Érzelmileg nagyon kimerültem attól, ahogyan őt ábrázoltam, mert bár nagyon keserű vagyok és megbántam néhány dolgot, ő még mindig a legfontosabb ember, aki valaha is volt az életemben, és a Someone like You-t azért kellett megírnom, hogy rendben legyek magammal és azzal a két évvel, amit vele töltöttem. És amikor megcsináltam, annyira felszabadultnak éreztem magam.”
Adele elárulta, hogy érzelmileg küzdött, amikor megkomponálta: „Amikor írtam, elég szerencsétlennek és magányosnak éreztem magam, ami azt hiszem, ellentmond a Rolling in the Deepnek. Míg az arról szólt, hogy azt mondtam: 'Jól megleszek nélküled', addig ebben tényleg térdre rogytam.” Beszélt a dal inspirációjáról is: „El tudom képzelni, hogy 40 év körüli vagyok, és újra keresem őt, és azt látom, hogy ő megállapodott egy gyönyörű feleséggel és gyönyörű gyerekekkel, és maradéktalanul boldog... én pedig még mindig magamra vagyok utalva. A dal erről szól, és megrémülök ennek a gondolatától.”
Adele elmondta, hogy a dalt akusztikus gitárján kezdte el írni, miután 18 hónapos kapcsolata szakított azzal a 30 éves férfival, akihez úgy gondolta, hogy feleségül fog menni. Néhány hónappal a szakításuk után a férfi eljegyzett valaki mást. „Olyan szoros volt a kapcsolatunk, hogy azt hittem, össze fogunk házasodni. De ez olyasmi volt, amit ő soha nem akart... Szóval amikor rájöttem, hogy ő ezt akarja valaki mással, az volt a legszörnyűbb érzés, amit valaha is éreztem. De miután megírtam, sokkal nyugodtabb lettem. Ez felszabadított... Nem gondoltam volna, hogy ez a világra is hatással lesz! Soha többé nem fogok ilyen dalt írni. Azt hiszem, ez az a dal, amiről ismert leszek.” Azt is elmondta, hogy „ezt a dalt az ágyam végében írtam. Meg voltam fázva. Vártam, hogy a fürdőkádam megteljen. Akkor tudtam meg, hogy eljegyzett valaki mást.”

## Felvételek és kompozíció
Adele később együttműködött a neves zenésszel és producerrel, Dan Wilsonnal a Someone like You című dal megírásában, amely az egyik utolsó dal volt az albumhoz. Mielőtt találkozott volna Wilsonnal, Adele elmondta, hogy a dalszövegek egy részét akusztikus gitárjával írta. Két napig ültek a zongora körül, és különböző dallamokat és szövegeket ötleteltek, végül úgy döntöttek, hogy a zenei produkciót rövidre fogják: „Csak megírtuk a zongorán, majd felvettük, amikor megírtuk. Nem úgy volt, hogy felvettük, majd meghallgattuk, és azon gondolkodtunk, hogy 'merre mehetnénk tovább?'. Ez tényleg régimódi volt.” A Billboard magazinnak adott interjúban Wilson azt nyilatkozta, hogy a dal megírása során a lehető legszemélyesebbé akarták tenni a dalt. Hozzátette: „Nem próbáltuk úgy alakítani, hogy bárkire vonatkozhasson. Megpróbáltuk a lehető legszemélyesebbé tenni. Lehet, hogy nem volt fülbemászó dallama vagy konkrét lírai elképzelése, de mindig tudta, mit akar mondani. Határozottan volt egy mesterterve.” A dalt a kaliforniai West Hollywoodban található Harmony Studiosban vették fel, Wilson zongorázott. A stúdióban Philip Allen végezte a hangmérnöki munkát. A keverést Tom Elmhirst és Dan Parry végezte, míg a maszterelést Tom Coyne fejezte be.
A Sony Music Publishing által a Musicnotes.com oldalon közzétett kották szerint a Someone like You lassú tempójú, 67,5 leütéssel rendelkezik percenként. A dal hagyományos ütemben íródott, A-dúr hangnemben. A dal három akkordmenetet követ. Adele hangterjedelme a dal során F♯3-tól E5-ig terjed. A lassú, szomorkás ballada Adele hangját egy zongorával párosítja, a Someone like You a Rolling in the Deep lírai ellentéte, amelyben az énekesnő a kapcsolat végének feldolgozásáról mesél: „Nem baj, találok majd valakit, aki olyan, mint te/ Neked is csak a legjobbat kívánom/ Ne felejts el, könyörgöm/ Emlékezni fogok arra, amit mondtál/ Néha a szerelem tovább él, de van amikor csak a fájdalom marad.” Sean Fennessey, a The Village Voice munkatársa szerint az énekesnő „árnyalt” hangja egy teljes oktávval feljebb megy, és „majdnem suttogássá válik”, amikor a refrén egyes részeit énekli. Azonban „visszahúzódik és összeszedi magát”, és hangja a teltebb és melankolikusabb állapotba ereszkedik. A kritikusok dicsérték az introspektív dalszövegeket és az érettséget. A Someone like You-t a 19 című album Hometown Glory (2008) című dalához hasonlították. John Murphy a MusicOMH-tól azt mondta, hogy a dalban „Adele az elutasított szerető szerepét tölti be, aki felbukkan az exe háza előtt, aki már továbblépett és megállapodott, és könyörög egy második esélyért.” Aamir Yaqub, a Soul Culture munkatársa szerint: „Ha már egy elveszített szerelemről beszélünk, ez egy rendkívül megható szám, amelynek énekesi teljesítménye szinte kézzelfoghatóvá teszi a történetet ... Tényleg megragadja a történet élményét, és hitelesen és hihetetlen módon adja át azt.” Cameron Adams a Herald Sun-tól a dalt „hátborzongató, szűkszavú zongoraballadának” nevezte.
Szövegileg a dal Adele első„ igazi kapcsolatának” végéről szól, amely régi barátjával és szerelmével volt, és azt mutatja be, ahogyan szembesül a férfi házasságkötésével. A dal elején a következő sorokat énekli: „Hallottam, hogy megállapodtál/ Hogy találtál egy lányt, és most már házas vagy. Hallottam, hogy az álmaid valóra váltak/Gondolom, olyan dolgokat adott neked, amiket én nem tudtam neked adni” lágy hangon, csupán egy egyszerű zongoradallam kíséretében. A Someone like You dalszövege arról szól, ami egyszer volt és ami lehetett volna, ahogyan azt a Daily Herald egyik írója nyilatkozta. A nehézségekből és szívfájdalmakból való kilábalás erejét megtalálva Adele a következő sorokat énekli: „Nem baj, találok majd valakit, aki olyan, mint te/ Neked is csak a legjobbat kívánom/ Ne felejts el, könyörgöm/ Emlékezni fogok arra, amit mondtál/ Néha a szerelem tovább él, de van amikor csak a fájdalom marad.” Jer Fairall a PopMatters munkatársa a dal jelentéséről és kompozíciójáról így nyilatkozott: „A dal témája – Adele gondolatban egy régi szerelmét szólítja meg, aki azóta máshol találta meg a boldogságot – ismerős, de a részletek, amelyekkel kiszínezi, vibrálóan tapinthatóak és rezonálóak, kezdve az 'Együtt nőttünk fel a nyári melegben' érzéki-emlékezeti beállításától a kegyetlen búcsúsorának felidézéséig: 'Emlékszem, azt mondtad, hogy néha a szerelem tovább él, de van amikor csak a fájdalom marad', és hogy hogyan jut el oda, hogy a kijelentésből erőt adó mantraként vigaszt merítsen.”

## A kritikusok értékelései
Megjelenésekor a dal széleskörű elismerést kapott a zenei kritikusoktól, sokan a 21 csúcspontjaként emlegették. Joanne Dorken, az MTV UK munkatársa a 21 című albumról szóló kritikájában megjegyezte, hogy a számot az album végére helyezték, mondván: „Talán közhelyes, de Adele a legjobbat a végére tartogatta ezzel a szívhez szóló és elbűvölő zongoraballadával. ... Szomorú, de gyönyörű, és Adele-t a legjobb formájában mutatja meg – tökéletes lezárása a szemünkben hibátlan albumnak.” Will Dean a The Guardiantól azt írta, hogy a dal az album „csúcspontja”, és „gyönyörűnek” nevezte. Ezt a Slant Magazine munkatársa, Matthew Cole is megerősítette, aki szintén „csodálatosnak” nevezte a dalt. Az NME munkatársa, Parkin Chris is kiemelkedőnek nevezte a dalt, „meglepően komolynak” írta le, és az amerikai country-blues énekesnő, Karen Dalton munkásságához hasonlította.
Tom Breihan a Pitchfork Media munkatársa a Someone like You-t választotta a nap dalának, állítása szerint a dal a könnyűzene megerősítését szolgálta: „Néha a popzene még mindig képes összetörni a szívedet”. Ian Wade a BBC Online-nak írva megjegyezte, hogy „az utolsó szám, a Someone Like You, csak énekhang és zongora, egy igazi szépség, amely a hallgatót egy olyan pillanatba helyezi, amikor úgy érzi, hogy egy jövőbeli alapmű jelenlétében van.” Bill Lamb az About.com-tól azt írta, hogy „a zongoradallam gyönyörű, és Adele szívből jövő szavainak előadásával kombinálva a hatás rendkívül érzelmes. El lehet képzelni, hogy a tehetségkutató versenyzők egyaránt végigdudálják, és a veteránok egyaránt átszellemülnek tőle”. Lamb azt írta, hogy a dal „2011 egyik legjobb dala”, és hogy „a szerelmi fájdalom ritkán volt ilyen tökéletesen szép”. Jer Fairall a PopMatters-től „abszolút varázslatosnak” nevezte a dalt, és így méltatta Adele előadását: „Bár kétségtelenül ez az eddigi legjobb vokális produkciója, kevésbé figyelemre méltó az erőteljesebb pillanatok miatt, mint azokért az apróságokért, ahol a hangja lecsuklik, bűnbánó melankóliával a 'Hallottam, hogy az álmaid valóra váltak' sorban, vagy megreccsen a refrénben a 'Csak kérlek'-nél, mintha megijedne saját sebezhetőségének felfedezésén.” Továbbá „lenyűgözőnek” és „végre tehetségéhez méltónak” nevezte a dalban nyújtott énekesi teljesítményét.
A No Ripcord weboldalon Gary McGinley azt írta, hogy a dal „fájdalmas szépséggel és egy modern sláger védjegyeivel rendelkezik.” Hozzátette továbbá, hogy „úgy hangzik, hogy az elkövetkező hónapokban hangulatos televíziós trailereket fog megzenésíteni.” Az URB magazin egyik írója a Someone like You-t „szívszorítónak nevezte, amelyet még valóságosabbá tesznek a sodró lendületű megfogalmazások és a csupasz hangú könyörgés: 'Neked is csak a legjobbat kívánom.'” John Murphy szerint a MusicOMH-tól a Someone like You és a Turning Tables a „két legjobb dal az albumon.” Arra a következtetésre jutott, hogy a dal „kétségbeejtően szomorú és nagyon gyönyörű.” Bary Walters a Spin-től azt írta, hogy „a zongorával kísért fináléban megesküszik: 'Találok majd valakit, aki olyan, mint te', mintha ez lenne a továbblépés. Ez egy olyan kijelentés, amely teljesen érthetetlen, és mégis hű a pszichológiai sérülések ciklikus természetéhez.” Joseph Viney, a Sputnikmusic munkatársa a dalt „a zaklatáshoz szóló ódának nevezte, perverz hozzáállással, amely a törékeny kompozíció alatt rejlik, és úgy tűnik, hogy milliónyi zűrös szakítás soundtrackje lesz.” Allison Stewart, a The Washington Post munkatársa felvette a dalt az „Ajánlott számok” listájára.
A Village Voice 2011 legjobb dalairól szóló éves Pazz & Jop kritikai szavazásán a Someone like You a kilencedik helyre került; Adele előző kislemeze, a Rolling in the Deep ugyanezen kritikai szavazás élén végzett.
2019-ben a Stereogum, a Rolling Stone, és a Pitchfork a 2010-es évek 39., 64. és 71. legjobb dalának rangsorolta a dalt. A Parade és az American Songwriter egyaránt a hatodik helyre sorolta a dalt Adele legjobb dalainak listáján.

## Kereskedelmi teljesítmény
A Someone like You nemzetközi kereskedelmi sikereket ért el: Ausztráliában, Írországban, Új-Zélandon, az Egyesült Királyságban és az Egyesült Államokban a slágerlisták élére került, és számos más országban is a Top 10-be került. A dal 2011 január végén a 36. helyen debütált a brit kislemezlistán, a 21 című album erős digitális letöltéseinek köszönhetően. A dal 2011-es BRIT Awards-on való élő előadását követően a dal az előző hétről 46 helyet emelkedett az első helyre, megelőzve Lady Gaga Born This Way (2011) című kislemezét, bár a hét közepén frissített listán a 18. helyen állt. Míg a Someone like You az első helyen állt a listán, addig Adele előző kislemeze, a Rolling in the Deep a negyedik helyre került. Ezzel a teljesítménnyel Adele lett az első élő előadó a The Beatles 1964-es sikere óta, akinek egyszerre két top 5-ös slágere volt mindkét slágerlistán (a 21 és a 19 a brit albumlistán is az első ötben szerepelt). Négy egymást követő héten át vezette a listát, mielőtt március 26-án a második helyre csúszott. A Comic Relief műsorában való fellépést követően a dal ismét az első helyen szerepelt. A BPI 6× platina minősítést adott neki, ami 3 600 000 darabos eladást és streaminget jelent. 2011. július 5-én jelentették be, hogy a dalból 1 millió példányt adtak el az Egyesült Királyságban, ezzel az évtized első kislemeze lett, amely elérte ezt a küszöböt, és a 21. században megjelent tizenhatodik dal, amely elérte ezt a küszöböt. A dal 2011 legnagyobb példányszámban eladott kislemeze lett az Egyesült Királyságban, több mint 1 240 000 példányban kelt el. 2015 júniusára az Egyesült Királyságban az eladások 1 570 000 példányon álltak, ezzel a Someone like You a 2010-es évek második legkelendőbb kislemeze és a 21. század harmadik legkelendőbb kislemeze lett. 2015 novemberéig a dalból 1 584 000 példányt adtak el az Egyesült Királyságban.
Finnországban a Someone like You 2011 októberében a 14. helyen debütált, és 2012 elején, a 12. héten került az első helyre – azon a héten, amikor Adele-nek egyszerre három top tízes dala is volt (Rolling in the Deep a második helyen, Set Fire to the Rain a hetedik helyen). Franciaországban, annak ellenére, hogy nem kapott minősítést, a Someone like You 350 800 példányban kelt el, és az egyik legkelendőbb kislemez lett az országban. A dal a 47. helyen debütált az ausztrál kislemezlistán. A Someone like You hét egymást követő héten keresztül maradt a slágerlista első helyén, és az Ausztrál Hanglemezipari Szövetség (ARIA) négyszeres platina minősítést adott neki. Új-Zélandon is öt héten át az első helyen állt, és ezzel véget ért a Party Rock Anthem 11 hetes elsősége.
A kislemez az első héten 51 000 példányban kelt el az Egyesült Államokban, és a 65. helyen debütált. A kislemez a 2011. július 30-án zárult héten a 97. helyen került vissza a Billboard Hot 100-as listájára. Az Egyesült Államokban való rádiós megjelenését követően, valamint a 2011-es MTV Video Music Awards-on való fellépését követő népszerűségnövekedés hatására a Someone like You a 19. helyről 18 pozíciót emelkedett az első helyre, és a második egymást követő első helyezett kislemeze lett a Hot 100-on, ezzel Adele lett az első brit énekesnő, aki két egymást követő első helyezett kislemezzel büszkélkedhetett ugyanarról az albumról. Az előadás után a Someone like You a Nielsen SoundScan szerint 275 000 eladott letöltéssel (191%-os növekedés) a 11. helyről az első helyre került a Digital Songs listáján. A Radio Songs listáján a szám a 42. helyről a 19. helyre lépett előre, 46 millió összesített hallgatottsággal (59%-os növekedés) a Nielsen BDS szerint. A dal Hot 100 történelmet írt azzal, hogy a slágerlista 53 éves történetében a legnagyobb ugrását érte el az első helyre, amelyet nem egy kislemez megjelenése váltott ki. A Someone like You lett az első szigorúan ének-zongora ballada, amely a Billboard Hot 100-as listájának élére került. A dal egyben az első „megkérdőjelezhetetlenül lassú dal” lett, amely Rihanna Take a Bow (2008) című dala óta a Hot 100-as lista élén végzett. A dal 1 hétig vezette a listát, majd az első helyről a másodikra csúszott vissza, helyét a Maroon 5 és Christina Aguilera Moves Like Jagger című dala vette át. Néhány nappal a videóklip megjelenése után, 2011. október 6-án a dal visszatért az első helyre, és további 4 hetet töltött a listavezető pozícióban, ahol később Rihanna és Calvin Harris We Found Love című dala váltotta fel. A Rolling in the Deep 7 hetet töltött a Hot 100-as lista első helyén, a Someone like You pedig 5 hetet, így Adele az első női szólóelőadó, aki egy naptári évben 12 hétig volt az első helyen két szigorúan szóló felvétellel. Beyoncé, Monica és Mariah Carey is megcsinálta ezt (2003-ban, 1998-ban és 1995-ben), ha a kollaborációkat is beleszámítjuk.. 2020 áprilisáig csak az Egyesült Államokban 6 400 000 digitális példányban kelt el.

## Videóklip

Adele egyedül sétál Párizsban a Someone like You fekete-fehér klipjében

A dalhoz készült videóklipet Franciaország fővárosában, Párizsban forgatta az angol rendező, Jake Nava aki így nyilatkozott:„A helyszín stílust és romantikát sugall. A kora reggeli forgatás pedig lehetővé teszi, hogy Adele-re összpontosítsunk ezen a magányos és érzelmes helyen.”
A videó egy párizsi út képével kezdődik, amelyen Adele egyedül sétál. Tovább sétál, és szomorú tekintettel énekli a dalt, miközben a kamera köröz és több párizsi helyszínt vesz fel, köztük az Eiffel-tornyot. A második refrén alatt Adele abbahagyja az éneklést, és megáll a Pont Alexandre-III-on, hogy a Szajnára nézzen. A híd alatt tovább sétál a kihalt utcákon, mielőtt végül belép egy épületbe, amelyben meglátja volt szerelmét. Miután meglátja őt, a férfi elindul, és több felvétel következik, amelyeken Adele őt nézi.
A videót 2011. szeptember 29-én mutatták be az MTV-n és a Vevón, és 2023 júniusáig a videó több mint 2 milliárd megtekintést ért el a YouTube-on.
A klip a zenekritikusoktól elismerő kritikákat kapott. James Montgomery, az MTV News munkatársa szerint a klip „komor, fekete-fehér anyag, amelyben Adele a kora reggeli utcákon bolyong, és rég elveszett szerelme után sóvárog. Tökéletesen illeszkedik a dal lenyűgöző érzelmi skálájához – nyers és szűretlen, hihetetlenül szomorú, de sok szempontból gyönyörű és határozott is”. A videó egy másik kritikájában dicsérte a fekete-fehér felvételeket, mondván, hogy „Jake Nava rendező okos döntést hozott, hogy művészi, elmosódó fekete-fehérben forgatta, ami csak még jobban kihangsúlyozza a klip kietlen, kísérteties hangulatát.” Hozzátette, hogy „nincsenek speciális effektek, kameratrükkök vagy bonyolult koreográfiák”, és Adele-t a „fájdalom királynőjének” nevezte. A HitFix weboldal írója arra a következtetésre jutott, hogy a videó „összhangban van az énekesnő visszafogott stílusával”, és hozzátette, hogy hangulata illik a „melankolikus dallamhoz”. Tanner Stransky, az Entertainment Weekly munkatársa „nyugodtnak” nevezte a videót, és azt mondta, hogy „ez pont olyan, mint amit látni akarsz a szakítás okozta szívfájdalmaknál.” Krista Wick, az Entertainment Tonight munkatársa dicsérte a videót, mert „több mint elégséges Adele lélekkel teli énekéhez.”
Amanda Dobbins a New York magazintól arra a következtetésre jutott, hogy a Someone like You című dalhoz készült „lesújtó videó” emlékeztetni fogja Adele volt szerelmét arra, hogy mit tett azzal, hogy elhagyta őt. A The Huffington Post írója a videó egyszerűségét és szomorúságát dicsérte. Sarah Dean ugyanebben a kiadványban „egyszerű, megható kisfilmnek” nevezte, és azt írta: „a videó nem más, mint hogy Adele egyedül bolyong a szerelem kihalt városában, annak szürke ege alatt, és énekli szomorú dallamait, de mivel róla van szó, nem is kell több.” Ezt valamelyest visszhangozta Jason Lipshutz is a Billboard magazintól, aki szerint a videó „egyszerűen úgy épült fel, mint a dal ének-zongora feldolgozása”. Marc Hogan, a Spin munkatársa szerint az a jelenet, amelyben Adele a kamerába néz, „önmagáért beszél” a videó szomorúságáról. Andrew Matson, a The Seattle Times munkatársa szerint „az év dalának most egy egyszerű, tökéletes videoklipje van: Adele Párizsban, énekel és sétálgat, láthatóan a dalszövegben részletezett szakítást feldolgozva. Az arckifejezése a 'Neked is csak a legjobbat kívánom' sor alatt a legjobb, egyszerűen gyomorszorító, igazi bravúr, ahogyan ezt hidegen, de nem szarkasztikusan játssza. Azt hiszem, az érzelmi összeomlás idején mindenki szeretne egy hideg napon egy Szajna feletti hídon állni a szélbe hunyorogva, és rendezni a dolgokat.”
A Rolling Stone egyik írója azt írta: „ez a klip a Someone Like You című balladához ragaszkodik az énekesnő egyszerű, de érzelmileg közvetlen megközelítéséhez, fekete-fehér felvételekkel, amelyek a lány finoman kifejező arcán időznek, miközben énekel és a szomorú, szürke városi utcákon sétál.” Andrea Devaro, a Long Island Press munkatársa megállapította: „egyszerűsége gyönyörűen ábrázolja a dalban megidézett érzelmek összetettségét.” Leah Collins a Dose-tól „60-as évekbeli bombázó glam”-nak nevezte Adele-t, és azt mondta, hogy a videó „egyszerűsége az erőssége.” Hozzátette: „Van valami az utcai lámpákban, a kávézókban és a Szajna folyóban, ami melankolikus eleganciát kölcsönöz. Nem mindenkinek adatik meg, hogy olyan tragikus, de gyönyörű pillanatokban legyen része, mint egy sírós, magányos séta Párizs nevezetességei között. De nem is mindenkinek van olyan tragikus és gyönyörű hangja, mint Adele-nek.” Vegyesebb kritikát adott Ashley Percival, az AOL munkatársa, aki kiszámíthatónak nevezte a videót, és hozzátette: „Az egész nagyon kellemes, de ennyi idő után mi értelme van?” Nicole Eggenberger, az OK! munkatársa azt írta, hogy Adele „tökéletes klipet készített kísértetiesen gyönyörű balladájához”, és úgy jellemezte, hogy „egyszerű, mégis lenyűgöző”.

## Díjak
| Év   | Szervezet, Esemény         | Díj                                    | Eredmény | For.   |
| ---- | -------------------------- | -------------------------------------- | -------- | ------ |
| 2011 | BT Digital Music Awards    | A legjobb dal                          | Jelölve  | [ 83 ] |
| 2011 | GAFFA Awards (Denmark)     | A legjobb külföldi dal                 | Elnyerte | [ 84 ] |
| 2011 | MOBO Awards                | A legjobb dal                          | Jelölve  | [ 85 ] |
| 2011 | Q Awards                   | A legjobb dal                          | Jelölve  | [ 86 ] |
| 2012 | Billboard Music Awards     | Top Streaming Song (Video)             | Jelölve  | [ 87 ] |
| 2012 | Billboard Music Awards     | A legjobb rock dal                     | Jelölve  | [ 87 ] |
| 2012 | BMI Awards                 | Award Winning Song                     | Elnyerte | [ 88 ] |
| 2012 | Brit Awards                | Az év brit kislemeze                   | Jelölve  | [ 89 ] |
| 2012 | Gaygalan Awards            | Az év nemzetközi dala                  | Jelölve  | [ 90 ] |
| 2012 | Grammy Awards              | A legjobb szóló popénekes teljesítmény | Elnyerte | [ 91 ] |
| 2012 | Ivor Novello Awards        | PRS for Music Most Performed Work      | Jelölve  | [ 92 ] |
| 2012 | Los Premios 40 Principales | A legjobb nemzetközi dal               | Elnyerte | [ 93 ] |
| 2012 | MTV Video Music Awards     | A legjobb operatői munka               | Jelölve  | [ 94 ] |
| 2012 | NAACP Image Awards         | A legjobb dal                          | Jelölve  | [ 95 ] |
| 2012 | NAACP Image Awards         | A legjobb videóklip                    | Jelölve  | [ 95 ] |
| 2012 | NRJ Music Awards           | A legjobb nemzetközi dal               | Elnyerte | [ 96 ] |

## Élő előadások

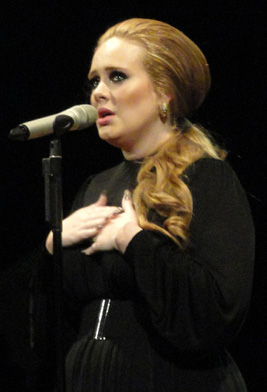
Adele a Someone like You előadása közben 2011-ben egy koncerten a washingtoni Seattle-ben

Adele 2010 októberében adta elő először a Someone like You című dalt a minnesotai Saint Paulban található The Current stúdióban. Egy 2010. novemberi fellépésén a BBC Later... with Jools Holland című zenei műsorában a közönség döbbent csendben maradt, amikor az előadás véget ért, majd tapsviharban tört ki. Adele azóta ezt az előadást karrierje meghatározó pillanatának nevezte. Később, 2011. február 15-én a londoni The O2 Arénában tartott 2011-es BRIT Awards díjátadón is előadta a dalt. A színpadon csak zongoristája kíséretében jelent meg, miközben „a speciális effektek egy csillámporesőre és Adele saját könnyeire voltak korlátozva, amikor majdnem összeomlott, amikor egy volt barátjához intézett szerelmes könyörgést adott elő” – írta Neil McCormick a The Daily Telegraph című lapban. Az ITV2-n Adele elmondta, miért sírt az előadás végén: „Nagyon elérzékenyültem a végére, mert amúgy is eléggé el vagyok ájulva mindentől, és aztán volt egy elképzelésem az exemről, ahogy otthon néz engem, és nevetni fog rajtam, mert tudja, hogy miatta sírok, és azt gondolja: 'Ja, még mindig oda van értem'. Aztán mindenki felállt, úgyhogy el voltam ájulva.” A Daily Mirror egyik írója szerint „Adele ellopta a show-t [...] a Someone Like You méltó előadásával.” Neil McCormick, a The Daily Telegraph munkatársa a show egyik csúcspontjának választotta a dalt, mondván, hogy Adele „mindenkit lehengerelt, mindenféle sallangok és trükkök nélkül, csak egy zongora, a gyönyörű hangja és egy hatalmas dal, a Someone Like You.” Később a dalt a VH1 Unplugged című különkiadásában is előadták. Adele 2011. február 24-én a Jimmy Kimmel Live! című műsorban is előadta a dalt. Ugyanezen a napon a Someone like You című dalt adta elő a The Ellen DeGeneres Show-ban.
Az énekesnő a dalt a 2011-es MTV Video Music Awards-on is előadta, amelyet 2011. augusztus 28-án a Los Angeles-i Nokia Theatre-ben rendeztek meg. Miután Katy Perry amerikai énekesnő felkonferálta, Adele Barbara Tfank fekete, fodros csipkeruhájában jelent meg, és egyedül állt a színpadon, csak zongoristája állt mögötte. Az előadás után a rajongók és a kritikusok állva tapsolták meg.[forrás?] Cindy Clark, a USA Today munkatársa szerint „lenyűgözte a közönséget erőteljes előadásával.” Wesley Case a The Baltimore Sun-tól így összegezte: „Adele Someone Like You-ja egy kemény fickót is megríkatna. A hangja gyönyörű volt.” Claire Suddath, a Time magazin munkatársa ötösre értékelte az előadást, és azt mondta: „bátorító hallani, ahogy egy igazán tehetséges nő gyászos dalt énekel valakinek, aki elhagyta őt egy jobb emberért. És ha a csupán zongorakísérettel előadott kiváló produkciója nem elég ahhoz, hogy megolvadjon a szíved, akkor a végén a közönség felé intézett ideges integetése biztosan megteszi.” A Los Angeles Times egyik írója „erősnek és közvetlennek nevezte az énekét, és a bánatot úgy kezeli, hogy a dallammal együtt mozog, ahelyett, hogy megpróbálná agyonütni azt”, és hozzátette, hogy ez „a kevesebb-több előadás, egy olyan taktika, amit a díjátadók producerei ritkán engednek meg maguknak, de Adele-nek kevés díszletre van szüksége ahhoz, hogy lehengerlő maradjon.” A Rolling Stone egyik írója szerint Adele „egy nagy adag eleganciát hozott a VMA-ra a Someone Like You megható, visszafogott előadásával”, és hozzátette, hogy „a sok popművészeti csillogás közepette ez egy kis felüdülés volt”.
Gina Sepre az E! Online-tól így méltatta az előadást: „Amikor Adele színpadra lépett, hogy előadja a Someone Like You visszafogottan lecsupaszított és rendkívül hatásos előadását, nem volt pirotechnika, akrobatika, színpompás haj és autotune. És képzeljétek, mi történt? Nem hiányoltuk. Talán van még remény arra, hogy az MTV emlékezzen arra, hogy mit is jelent valójában az 'M' a nevében.” Chris Coplan a Consequence of Soundtól azt a következtetést vonta le, hogy a Someone like You „rávilágított arra, hogy egy csupasz, ütős előadás milyen erővel képes felkelteni az emberek figyelmét. Az egyszerű nem rossz szó, popzene.” Lindsey Ward, a Jam! munkatársa ötösre értékelte az előadást: „Amikor megtudtam, hogy a brit listavezető Adele fog fellépni a vasárnapi díjátadón, azt gondoltam: Hűha – legalább garantáltan öt perc minőségi, tartalmas zenei televíziózás lesz. Igazam lett; a Someone Like You című szakítós ballada sallangmentes előadása pont ilyen volt”. Kyle Anderson, az Entertainment Weekly munkatársa kiemelte az előadást, és „a show egyik legjobb előadásának” nevezte. Ugyanennek a kiadványnak egy másik szerzője A+ értékelést adott az előadásnak, és azt írta: „Igazi szupererő kell ahhoz, hogy a rohamot kiváltó lézereket leállítsák, és ennek az erőnek a neve Adele. Az adás átmenetileg felhagyott a nonstop túlpörgés eszeveszett hadjáratával, és meghajolt a 23 éves angol soulcsillagnő szárnyaló, szinte a cappella (jól csináltad, finom zongorista) előadásában a Someone Like You című szívszorító ballada előtt. Egy szerény fekete ruhában és néhány visszafogott kézmozdulattal egy millió wattos showstopper minden sokkját és csodálatát átadta. Kinek van szüksége különleges effektekre, amikor Isten a sajátját adta? Még Britney Spears is úgy nézett ki, mintha a szemfestékét kellett volna javítania, amikor vége lett.”
A Someone like You felkerült Adele második koncertkörútjának, az Adele Live-nak a setlistjére is, és a ráadásban hangzott el. Az MTV UK munkatársa, Joanne Dorken Adele koncertjének kritikája során így fogalmazott: „Nem maradt szem szárazon az épületben, ahogy Adele erőteljesen végighajtotta magát a balladán, és arra biztatta a közönséget, hogy segítsen neki elénekelni a meglehetősen gyönyörű, mégis érzelmes refrént – mindenki libabőrös lett tőle. A Someone like You hangjai minden falról visszaverődtek, és minden szívhúrt megrángattak, így ez egy igazán különleges pillanat volt, amit az Apollo közönségének minden tagja soha nem fog elfelejteni.” Jim Harrington, a San Jose Mercury News munkatársa ezt a dalt választotta a show egyik csúcspontjának, hozzátéve, hogy a dal megmutatta „a legfőbb énekesi tehetségét.”

## Feldolgozások
Charlie Puth először a Someone like You című dalának feldolgozásával hívta fel magára a figyelmet, amelyet duettben énekelt Berklee-társával, Emily Lutherrel, és 2011 szeptemberében töltött fel a YouTube-ra. Ellen DeGeneres meglátta ezt a videót, és meghívta Puthot, hogy kétszer is szerepeljen a The Ellen DeGeneres Show-ban, és leszerződtette Puthot a lemezkiadójához, az elevenelevenhez. Ez volt Puth ismertté válásának kezdete.
Amber Riley, Naya Rivera és Heather Morris a november 15-én sugárzott Glee „Mash Off” című epizódjában a Someone like You és Adele másik dala, a Rumour Has It (2011) mash-upját énekelték. A feldolgozás azonban már november 10-én felkerült az internetre. Jenna Mullins az E! Online-tól dicsérte a feldolgozást az OK! egyik írója pedig úgy jellemezte, hogy „CSODÁLATOS”. Erica Futterman a Rolling Stone-tól megjegyezte, hogy a feldolgozás „az egyik legjobb dolog, amit a sorozat [eddig] csinált”. Hasonlóképpen, a Billboard-tól Raye Votta úgy kommentálta, hogy a feldolgozás „vitathatatlanul a legjobb előadás volt a Glee Don’t Stop Believin’ változata óta”. A dal ezen verziója a Billboard Hot 100-as listáján a 11. helyen végzett, miközben az első héten 160 000 digitális letöltést értek el, és ez lett az ötödik legmagasabb digitális eladási hét a Glee szereplőgárdájának kislemezei közül. 2015 márciusáig ez a dal a kilencedik legkelendőbb Glee Cast felvétel a sorozat történetében, 413 000 eladott példányával az Egyesült Államokban. Kanadában a dal a kanadai Hot 100-as listán a 12. helyen debütált, 14 000 letöltéssel. A dal a brit kislemezlistán a 35. helyen végzett, az első Glee felvétel, amely az I Feel Pretty / Unpretty óta bekerült a brit top 40-be.
David Nail countryzenész felvett egy feldolgozást a Someone like You című dalból, amelyet 2012. május 15-én tett közzé YouTube-fiókján. A dal szerepel Nail háromszámos digitális EP-jén, az 1979-en, amely 2012. július 17-én jelent meg. Nail verziója 2012 szeptemberében a Billboard Hot Country Songs listáján az 57. helyen debütált, és egészen az 52. helyig jutott. A metalcore zenekar, az Ice Nine Kills 2012-ben kiadott egy feldolgozást. Andy Black és Juliet Simms 2017-ben adott ki egy feldolgozást a Punk Goes Pop Vol.7 című albumra.
Dan Wilson a Someone like You című dalt a Kronos Quartet-tel vette fel a 2017-es Re-Covered albumán, amelyen olyan dalok szerepelnek, amelyeket más előadóknak vagy más előadókkal írt.

## Közreműködők
Közreműködők listája a 21 albumjegyzetei alapján:
- Adele Adkins – vokálok, háttérvokál, dalszerző, producer
- Dan Wilson – dalszerző, producer, zongora
- Philip Allen – hangmérnök
- Tom Coyne – maszterelés
- Tom Elmhirst – hangkeverés
- Dan Parry – hangkeverő asszisztens

## A kislemez dalai
| 1. | Someone like You | Adele Adkins Dan Wilson | Dan Wilson Adele Adkins | 4:47 |

| 1. | Someone like You: Live from the BRITs | Adele Adkins Dan Wilson | iTunes | 5:10 |

| 1. | Someone like You (Performed Live in Her Home) | Adele Adkins Dan Wilson | Amazon Music | 5:22 |

| 1. | Someone like You                      | Adkins Wilson | Adkins Wilson | 4:47 |
| 2. | Someone like You: Live from the BRITs | Adkins Wilson | Adkins Wilson | 5:10 |

## Helyezések
| Lista (2011–2012)                         | Legjobb helyezés |
| ----------------------------------------- | ---------------- |
| Ausztrália (ARIA)                         | 1                |
| Ausztria (Ö3 Austria Top 40)              | 2                |
| Belgium (Ultratop 50 Flanders)            | 2                |
| Belgium (Ultratop 50 Wallonia)            | 1                |
| Brazília (Crowley Broadcast Analysis)     | 1                |
| Kanada (Canadian Hot 100)                 | 2                |
| Csehország (Rádio Top 100)                | 1                |
| Dánia (Tracklisten Top 40)                | 2                |
| Európa (Euro Digital Songs)               | 1                |
| Finnország (Singlet Top 20)               | 1                |
| Franciaország (Single Top 100)            | 1                |
| Németország (Media Control Charts)        | 4                |
| Görögország Digitális dalok (Billboard)   | 8                |
| Magyarország (Rádiós Top 40)              | 5                |
| Magyarország (Single Top 40)              | 23               |
| Izland (RÚV)                              | 1                |
| Írország (IRMA)                           | 1                |
| Izrael (Media Forest)                     | 2                |
| Olaszország (FIMI)                        | 1                |
| Japán (Japan Hot 100)                     | 43               |
| Luxemburg Digitális dalok (Billboard)     | 4                |
| Mexikó Rádiós lista (Billboard)           | 7                |
| Hollandia (Top 40)                        | 3                |
| Hollandia (Single Top 100)                | 2                |
| Új-Zéland (Recorded Music NZ)             | 1                |
| Norvégia (VG-lista)                       | 5                |
| Lengyelország (Polish Airplay Top 20)     | 1                |
| Lengyelország Digitális dalok (Billboard) | 1                |
| Portugália Digitális dalok (Billboard)    | 1                |
| Románia (Romanian Top 100)                | 2                |
| Skócia (Scottish Singles Top 40)          | 1                |
| Szlovákia (Rádio Top 100)                 | 4                |
| Dél-Korea Nemzetközi dalok (Gaon)         | 9                |
| Spanyolország (PROMUSICAE)                | 4                |
| Spanyolország (Airplay Chart)             | 1                |
| Svédország (Sverigetopplistan)            | 3                |
| Svájc (Schweizer Hitparade)               | 1                |
| Egyesült Királyság (UK Singles Chart)     | 1                |
| Ukrajna (Radio Hits Top 100)              | 85               |
| US Billboard Hot 100                      | 1                |
| US Adult Contemporary (Billboard)         | 1                |
| US Adult Pop Songs (Billboard)            | 1                |
| US Hot Dance Club Songs (Billboard)       | 24               |
| US Hot Rock Songs (Billboard)             | 24               |
| US Latin Pop Songs (Billboard)            | 6                |
| US Pop Songs (Billboard)                  | 2                |

| Lista (2013)         | Legjobb helyezés |
| -------------------- | ---------------- |
| Szlovénia (SloTop50) | 31               |

| Lista (2015)                         | Legjobb helyezés |
| ------------------------------------ | ---------------- |
| Csehország (Singles Digitál Top 100) | 52               |
| Szlovákia (Singles Digitál Top 100)  | 76               |

| Lista (2021)           | Legjobb helyezés |
| ---------------------- | ---------------- |
| Dél-Afrika (RISA)      | 55               |
| Global 200 (Billboard) | 33               |

| Lista (2011)                       | Helyezés |
| ---------------------------------- | -------- |
| Ausztrália                         | 4        |
| Ausztria                           | 31       |
| Belgium (Flanders)                 | 5        |
| Belgium (Wallonia)                 | 10       |
| Brazília Billboard Hot 100 Airplay | 21       |
| Kanada                             | 16       |
| Dánia                              | 17       |
| Németország                        | 28       |
| Magyarország                       | 44       |
| Izland                             | 7        |
| Írország                           | 1        |
| Izrael                             | 7        |
| Olaszország                        | 1        |
| Hollandia (Dutch Top 40)           | 2        |
| Hollandia (Mega Single Top 100)    | 10       |
| Új-Zéland                          | 4        |
| Románia (Romanian Top 100)         | 69       |
| Spanyolország                      | 39       |
| Svédország                         | 4        |
| Svájc                              | 9        |
| Egyesült Királyság                 | 1        |
| US Billboard Hot 100               | 24       |
| US Adult Contemporary (Billboard)  | 26       |
| US Adult Pop Songs (Billboard)     | 17       |
| US Mainstream Top 40 (Billboard)   | 29       |

| Lista (2012)                       | Helyezés |
| ---------------------------------- | -------- |
| Argentína                          | 6        |
| Ausztria                           | 61       |
| Belgium (Flanders)                 | 30       |
| Belgium (Wallonia)                 | 15       |
| Brazília Billboard Hot 100 Airplay | 1        |
| Brazília Billboard Pop Songs       | 1        |
| Kanada                             | 42       |
| Németország (Media Control AG)     | 54       |
| Olaszország                        | 11       |
| Hollandia (Mega Single Top 100)    | 90       |
| Magyarország                       | 83       |
| Spanyolország                      | 12       |
| Svédország                         | 42       |
| Svájc                              | 12       |
| US Billboard Hot 100               | 43       |
| US Adult Contemporary (Billboard)  | 8        |
| US Adult Top 40 (Billboard)        | 44       |

| Lista (2021)             | Helyezés |
| ------------------------ | -------- |
| Egyesült Királyság (OCC) | 81       |

| Lista (2022)                | Helyezés |
| --------------------------- | -------- |
| Global Excl. US (Billboard) | 197      |

| Lista (2010–2019)                            | Helyezés |
| -------------------------------------------- | -------- |
| Ausztrália (ARIA)                            | 10       |
| Egyesült Királyság (Official Charts Company) | 16       |
| US Billboard Hot 100                         | 38       |

| Lista (Minden idők)                          | Helyezés |
| -------------------------------------------- | -------- |
| Egyesült Királyság (Official Charts Company) | 25       |
| US Billboard Hot 100 (Nők)                   | 44       |
| US Billboard Hot 100                         | 144      |

## Minősítések és eladási adatok
| Régió | Minősítés        | Eladott példányszám |
| --- | ---------------- | ------------------- |
| Ausztrália (ARIA) | 7× platina       | 490 000^            |
| Belgium (BEA) | 2× platina       | 60 000*             |
| Brazília (Pro-Música Brasil) | gyémánt          | 250 000‡            |
| Kanada (Music Canada) | gyémánt          | 800 000‡            |
| Dánia (IFPI Denmark) | 3× platina       | 270 000‡            |
| Franciaország (SNEP) |                  | 358 000             |
| Németország (BVMI) | platina          | 300 000^            |
| Olaszország (FIMI) | 7× platina       | 210 000*            |
| Mexikó (AMPROFON) | 2× platinum+Gold | 150 000*            |
| Új-Zéland (RMNZ) | 3× platina       | 45 000*             |
| Portugália (AFP) | platina          | 20 000‡             |
| Norvégia (IFPI Norway) | platina          | 60 000‡             |
| South Korea (Gaon Chart) |                  | 2 668 951           |
| Spanyolország (PROMUSICAE) | 2× platina       | 80 000^             |
| Egyesült Királyság (BPI) | 7× platina       | 4 200 000‡          |
| Egyesült Államok (RIAA) | 5× platina       | 5 000 000           |
| Streaming |                  |                     |
| Görögország (IFPI Greece) | arany            | 1 000 000†*         |
| * Eladási példányszámok kizárólag a minősítés alapján. ^ Kiszállítási példányszámok kizárólag a minősítés alapján. ‡ Eladási+streaming példányszámok kizárólag a minősítés alapján. † Csak streaming számok kizárólag a minősítés alapján. |                  |                     |

## Megjelenési történet
| Régió              | Dátum                | Formátum                                 |
| ------------------ | -------------------- | ---------------------------------------- |
| Egyesült Királyság | 2011. január 24.     | Digitális letöltés                       |
| Németország        | 2011. január 24.     | Digitális letöltés                       |
| Írország           | 2011. január 24.     | Digitális letöltés                       |
| Ausztria           | 2011. január 24.     | Digitális letöltés                       |
| Svájc              | 2011. január 24.     | Digitális letöltés                       |
| Hollandia          | 2011. március 17.    | Digitális letöltés – Live from the BRITs |
| Egyesült Királyság | 2011. március 17.    | Digitális letöltés – Live from the BRITs |
| Ausztrália         | 2011. június 13.     | Digitális letöltés                       |
| Új-Zéland          | 2011. június 13.     | Digitális letöltés                       |
| Egyesült Államok   | 2011. augusztus 9.   | Mainstream rádiós megjelenés             |
| Franciaország      | 2011. szeptember 30. | Digitális letöltés                       |
| Németország        | 2011. szeptember 30. | Digitális letöltés                       |
| Luxemburg          | 2011. szeptember 30. | Digitális letöltés                       |
| Olaszország        | 2011. szeptember 30. | Digitális letöltés                       |
| Kanada             | 2011. szeptember 30. | Digitális letöltés                       |
| Ausztrália         | 2011. szeptember 30. | Digitális letöltés                       |
| Ausztria           | 2011. szeptember 30. | Digitális letöltés                       |

## Fordítás
- Ez a szócikk részben vagy egészben  a   Someone like You (Adele song) című angol Wikipédia-szócikk fordításán alapul.  Az eredeti cikk szerkesztőit annak laptörténete sorolja fel. Ez a jelzés csupán a megfogalmazás eredetét és a szerzői jogokat jelzi, nem szolgál a cikkben szereplő információk forrásmegjelöléseként.